# Chiesa di Santo Stefano (Castiglion Fiorentino)
La chiesa di Santo Stefano o chiesa di San Lazzo è un edificio di culto che si trova in via San Lazzo a Castiglion Fiorentino.

## Storia e descrizione
Fu fatta costruire dalla Compagnia di Santo Stefano e fu consacrata nel 1350, come si legge sopra il portale. Si tratta di un edificio ad aula unica con tetto a capanna con le pareti affrescate da un importante ciclo trecentesco, con Storie di Santo Stefano e Storie della Passione; in particolare si noti sulla parete di fondo la Crocifissione. La piccola chiesa nel 1785, durante le soppressioni leopoldine, era stata venduta ed utilizzata come stalla e, dal 1888, come deposito di legname.
Da questa chiesa proviene la Madonna col Bambino in trono tra i Santi Stefano e Bartolomeo dei primi anni del XVI secolo, di Agnolo di Lorentino, allievo di Bartolomeo della Gatta, in origine sull'altare maggiore ed oggi conservata nel Museo della Pieve di San Giuliano.